# Rilly-sur-Aisne
Rilly-sur-Aisne település Franciaországban, Ardennes megyében. Lakosainak száma 124 fő (2022. január 1.). Rilly-sur-Aisne Attigny, Saint-Lambert-et-Mont-de-Jeux, Semuy és Voncq községekkel határos.

## Népesség
A település népessége az elmúlt években az alábbi módon változott:
| Lakosok száma | 121  | 111  | 111  | 108  | 115  | 133  | 141  | 132  | 128  | 124  |
|               | 1968 | 1982 | 1990 | 2006 | 2013 | 2015 | 2017 | 2019 | 2020 | 2022 |